# Potentilleae
Tribu
Les Potentilleae sont une tribu de plantes à fleurs de la famille des Rosaceae et de la sous-famille des Rosoideae.

## Liste des sous-tribus et des genres
Selon NCBI (27 novembre 2017) :
- sous-tribu des Fragariinae
  - genre Alchemilla
  - genre Aphanes
  - genre Chamaecallis
  - genre Chamaerhodos
  - genre Comarum
  - genre Dasiphora
  - genre Drymocallis
  - genre Fragaria
  - genre Lachemilla
  - genre Potaninia
  - genre Schistophyllidium
  - genre Sibbaldia
  - genre Sibbaldianthe
  - genre Sibbaldiopsis
- genre Piletophyllum
- Potentilleae incertae sedis
  - genre Comarella
  - genre Duchesnea
  - genre Horkelia
  - genre Horkeliella
  - genre Ivesia
  - genre Potentilla